# Cartellodes vulpina
Cartellodes vulpina là một loài bướm đêm trong họ Geometridae.